# Hașciovanea, Skole
Hașciovanea (în ucraineană Хащованя) este un sat în comuna Voloseanka din raionul Skole, regiunea Liov, Ucraina.

## Demografie
Componența lingvistică a localității Hașciovanea
     Ucraineană (100%)
Conform recensământului din 2001, toată populația localității Hașciovanea era vorbitoare de ucraineană (100%).